# سینه‌سرخ سفیدستاره
سینه‌سرخ سفیدستاره (نام علمی: Pogonocichla stellata) نام یک گونه از تیره مگس‌گیران است.